# Amata stanleyi
Amata stanleyi là một loài bướm đêm thuộc phân họ Arctiinae, họ Erebidae.